# Xã Hopewell, Quận Greene, Arkansas
Xã Hopewell (tiếng Anh: Hopewell Township) là một xã thuộc quận Greene, tiểu bang Arkansas, Hoa Kỳ. Năm 2010, dân số của xã này là 328 người.